# Міско
Міско (ісп. Mixco) — місто і муніципалітет у центральній частині Гватемали, входить до складу департаменту Гватемала.
Розташований приблизно за 17 км на захід від центру міста Гватемала, на висоті 1788 над рівнем моря. Є частиною столичної міської агломерації.
Населення Міско за даними на 2012 рік становить 482 705 осіб. Площа муніципалітету — 132 км².